# Brachionus bidentatus
Brachionus bidentatus är en hjuldjursart som beskrevs av Anderson 1889. Brachionus bidentatus ingår i släktet Brachionus och familjen Brachionidae.

## Underarter
Arten delas in i följande underarter:
- B. b. bidentatus
- B. b. minor
- B. b. senegalensis